# Brandenburg - Ansbach
Kneževina ali markgrofija (Brandenburg) Ansbach (nemško Fürstentum Ansbach ali Markgrafschaft Brandenburg-Ansbach) je bila svobodna cesarska kneževina v Svetem rimskem cesarstvu s središčem v frankovskem mestu Ansbach. Vladajoči Hohenzollern knezi dežele so bili znani kot markgrofi, saj so bili njihovi predniki mejni grofje (zato je bila kneževina mejna grofija, ne pa marka). Njen zadnji vladar je bil od leta 1757 Karel Aleksander,  od leta 1769 bil  tudi vladar kneževine Bayreuth in kneževini sta bili v personalni uniji, dokler ju leta 1791 ni prodal Prusiji.

## Zgodovina
Kneževina je bila ustanovljena po smrti Friderika V., nürnberškega burggrofa, 21. januarja 1398. Po dogovoru so bila njegova posestva razdeljena med njegova dva sinova, kar je trajalo več kot dve leti. Mlajši sin, Friderik I., brandenburški volilni knez (Friderik VI.), je prejel Ansbach, starejši, Janez III., nürnberški burggrof, pa Bayreuth. Po smrti Janeza III. 11. junija 1420 sta se kneževini ponovno združili pod Friderikom VI., ki je leta 1415 postal volilni knez Friderik I. Brandenburški.
21. septembra 1440, skoraj tri leta po Friderikovi smrti, so bila njegova ozemlja razdeljena med njegova sinova; Janez, mejni grof Brandenburg-Kulmbach je prejel kneževino Bayreuth (Brandenburg-Kulmbach), Friderik II., volilni knez Brandenburg je prejel Brandenburg, Albrecht III., volilni knez Brandenburg pa je prejel kneževino Ansbach. Po tem je Ansbach prešel v roke kadetske veje hiše Hohenzollern, njeni vladarji pa so se običajno imenovali mejni grofje Brandenburg-Ansbach.
2. decembra 1791 je vladajoči knez in mejni grof Ansbach Karel Aleksander, mejni grof Brandenburg-Ansbach, ki je nasledil tudi Bayreuth, prodal suverenost svojih kneževin Prusiji. Mejni grof je bil srednjih let in brez otrok, Friderik Viljem pa je bil njegov sorodnik kot glava hiše Hohenzollern. Markgrof se je s svojo drugo angleško ženo preselil v Anglijo. Ansbach je bil uradno priključen 28. januarja 1792.

## Knezi in mejni grofje Ansbacha
- 1398: Friderik I., volilni knez Brandenburga|Friderik VI., burgrof Nürnberga](od leta 1415 tudi volilni knez Brandenburga)
- 1440: Albrecht III., volilni knez Brandenburga (od leta 1470 tudi volilni knez Brandenburga)
- 1486: Friderik I., volilni knez Brandenburga-Ansbacha|
- 1515: Jurij, markgrof Brandenburga-Ansbacha Pobožni
- 1543: Jurij Friderik, markgrof Brandenburga-Ansbacha
- 1603: Joachim Ernst, markgrof Brandenburga-Ansbacha
- 1625: Friderik III., mejni grof Brandenburg-Ansbach
- 1634: Albrecht II., mejni grof Brandenburg-Ansbach
- 1667: Janez Friderik, mejni grof Brandenburg-Ansbach
- 1686: Kristijan Albrecht, mejni grof Brandenburg-Ansbach
- 1692: Jurij Friderik II., mejni grof Brandenburg-Ansbach
- 1703: Vilijem Friderik, mejni grof Brandenburg-Ansbach (pred 1686–1723)
- 1723: Karl Viljem Friderik, mejni grof Brandenburg-Ansbach|Karel Viljem Friderik]] (1712–1757)
- 1757: Karel Aleksander, mejni grof Brandenburga-Ansbacha (do 1791, tudi mejni grof Bayreutha)

## Razporejene enote v ameriški revoluciji
Ansbach je skupaj z Bayreuthom britanski kroni med ameriška vojno za neodvisnost najel plačance za potrebe zadušitve upora. Kontingent Ansbach-Bayreuth v ameriški revolucionarni vojni je vseboval naslednje enote:
- Ansbach-Bayreuth pehotni polk Ansbach iz leta 1713/1|Ansbachski pehotni polk (poveljnik polka: 1777 Friedrich Ludwig Albrecht von Eyb – 1778 Friedrich August Valentin Voit von Salzburg)
- Ansbach-Bayreuth pehotni polk Bayreuth iz leta 1713/2|Bayreuthski pehotni polk (poveljnik polka: 1778 Johann Heinrich Christian Franz von Seyboth)
- Ansbach-Bayreuth Jäger Company Anspach iz leta 1782|Jäger Company Anspach iz leta 1782
- Topniška četa Ansbach